# Satz von Krull-Remak-Schmidt
Der Satz von Krull-Remak-Schmidt ist ein wichtiger Satz in der Algebra, einem Teilgebiet der Mathematik. Er besagt, dass sich unter bestimmten Endlichkeitsvoraussetzungen Gruppen bzw. Moduln im Wesentlichen eindeutig als direktes Produkt ihrer unzerlegbaren Untergruppen bzw. Untermoduln schreiben lassen.

## Satz von Krull-Remak-Schmidt für Gruppen
Ist {\displaystyle G} eine Gruppe, die sowohl die aufsteigende als auch die absteigende Kettenbedingung für normale Untergruppen erfüllt, so lässt sich {\displaystyle G} als direktes Produkt endlich vieler unzerlegbarer Untergruppen von {\displaystyle G} schreiben. Bis auf Permutation und Isomorphie sind die unzerlegbaren Untergruppen eindeutig bestimmt.

## Satz von Krull-Remak-Schmidt für Moduln
Ist {\displaystyle M\neq 0} ein Modul, der sowohl noethersch als auch artinsch ist, also endliche Länge hat, so ist {\displaystyle M} die direkte Summe endlich vieler unzerlegbarer Moduln. Bis auf Permutation und Isomorphie sind die unzerlegbaren Moduln eindeutig bestimmt.

## Geschichte des Satzes
In seiner heutigen Fassung geht der Satz zurück auf Arbeiten von Robert Remak (1911), Wolfgang Krull (1925) und Otto Schmidt (1928).
Der Satz für Moduln ist im Allgemeinen falsch, wenn man nur voraussetzt, dass der Modul artinsch ist. Das ist die Antwort auf eine Frage, die W. Krull bereits 1932 gestellt hatte.